# The Gnu
The Gnu (znane też jako „I’m a Gnu” lub „The Gnu Song”) – humorystyczna piosenka o mówiącej antylopie gnu, stworzona przez zespół Flanders and Swann.
Piosenka skupia się na cichych literach, takich jak gnu, know i who i dodawaniu głoski 'g' do różnych innych słów.
Jako wstęp, Michael Flanders przedstawia bezsensowny, ale bardzo dowcipny monolog o samochodzie, jako o "wielkim świecącym czymś, z zębami, silnikiem i dwoma końcami". Jest to zguba jego egzystencji od kiedy wciąż okupuje pewną część jego drogi, gdzie nie może komfortowo przejść z wózka inwalidzkiego do auta i vice versa. Okazuje się, że numerem rejestracyjnym tego pojazdu jest 346 GNU. Wtedy zaczyna się piosenka złożona z krótkiego wstępu na pianinie i dwóch bardzo podobnych wersów śpiewanych, każdy poprzedzany wersem wygłoszonym przez Michaela Flandersa. Donald Swann raczej mówi, niż śpiewa.
Richard Stallman mówi o "The Gnu" w połączeniu z nazwą projektu GNU w wywiadzie w 2002 r.